# RCJ
Pour les articles homonymes, voir RCJ (homonymie).
 (décembre 2017).
Si vous disposez d'ouvrages ou d'articles de référence ou si vous connaissez des sites web de qualité traitant du thème abordé ici, merci de compléter l'article en donnant les références utiles à sa vérifiabilité et en les liant à la section « Notes et références ».
RCJ, pour Radio de la communauté juive, est un média du Fonds social juif unifié diffusant ses programmes à Paris de 8h à 8h30, de 11h à 14h et de 23h à 00h sur le 94.8 MHz. Le reste du temps, RCJ émet uniquement sur l'application et le site radiorcj.info
Radio généraliste, elle accueille les chroniques de grandes voix des mondes de la culture, de la philosophie et du journalisme. Tous les courants du judaïsme sont représentés. Cette radio partage sa fréquence avec Radio J et Radio Shalom.
RCJ est née en 1981, au moment de l’éclosion des radios dites « libres », créée par le Fonds social juif unifié, organisme central dans les domaines de la solidarité, de l'éducation, de la jeunesse et de la culture de la communauté juive de France.